# Giovanni Paolo Feminis
Giovanni Paolo Feminis, francisé en Jean-Paul Feminisou Féminis accentué, est un migrant italien installé à Cologne qui a produit et commercialisé comme analgésique une Eau Admirable (Admirabilis Aqua) à base d'essence de romarin après l'avoir brevetée en 1704 sous le nom d'Eau de Cologne. Il en aurait transmis la formulation à Jean-Marie (Giovanni Maria) Farina son neveu et compatriote de Domo d'Ossola lui aussi installé à Cologne, qui en fit une vaste diffusion.

## Biographie
Il est né à Crana (Santa Maria Maggiore), dans le Val Vigezzo, région de Domo d'Ossola le 6 janvier 1660, de Giovanni Antonio Feminis (1637-1666) et de Caterina Farina seconde épouse (6 janv.1625-?). Il immigre à Rheinberg dès sa jeunesse, puis à Mayence (1685) où il est actif comme colporteur (krämer) et enfin à Cologne (1676 ? ou 1693 ou 94 ) où il développe son activité avec son compatriote, Giovanni Maria Farina (it), marchand à Maastricht, qui produisait l'Eau de la Reine de Hongrie (eau à base d'essence de romarin) et comme Feminis l'Aqua Mirabilis (it) et avec Catherine Feminis (veuve de Johann Maria Bernhardi ?-1679 ) qui avait un commerce de produits français. Il aurait commencé à produire son eau admirable peu de temps après s'être installé à Cologne(1695) . Selon un texte de 1879, Feminis avait un commerce florissant de sucre, de citrons verts, de citrons, d'oranges, de raisins secs, de figues, de prunes et d'autres fruits du sud et d'Eau de Cologne.  
Le 23 août 1687 il épouse Sophia Ryfarts (1660?-1739) de Bergka, ils donnent naissance à 7 enfants et il meurt opulent à Cologne le 26 novembre 1736.

## L'origine de l'Eau de Cologne

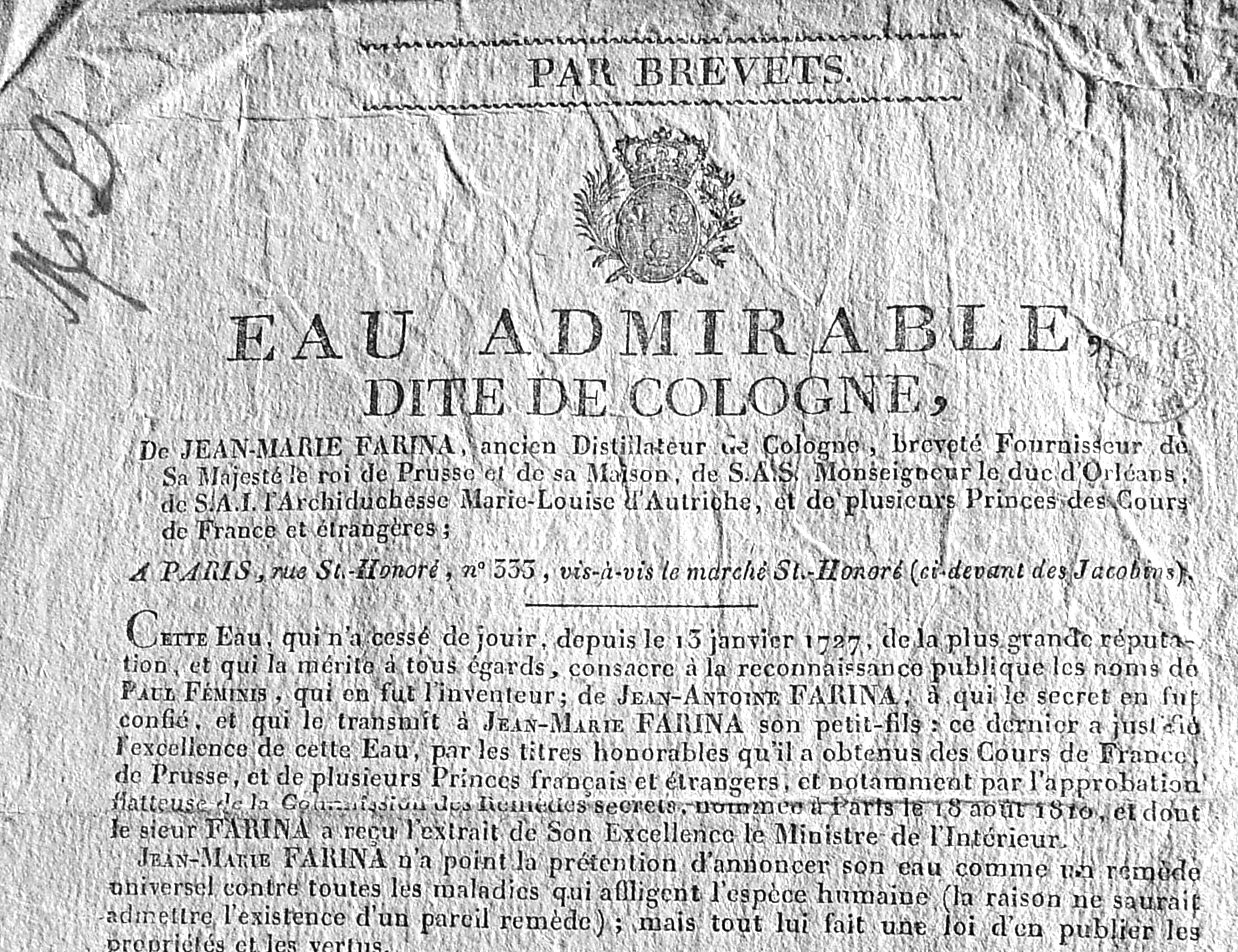
Attestation de Jean-Marie Farina sur l'Eau admirable dite de Cologne qu'il dit inventée par Paolo Feminis (1727)

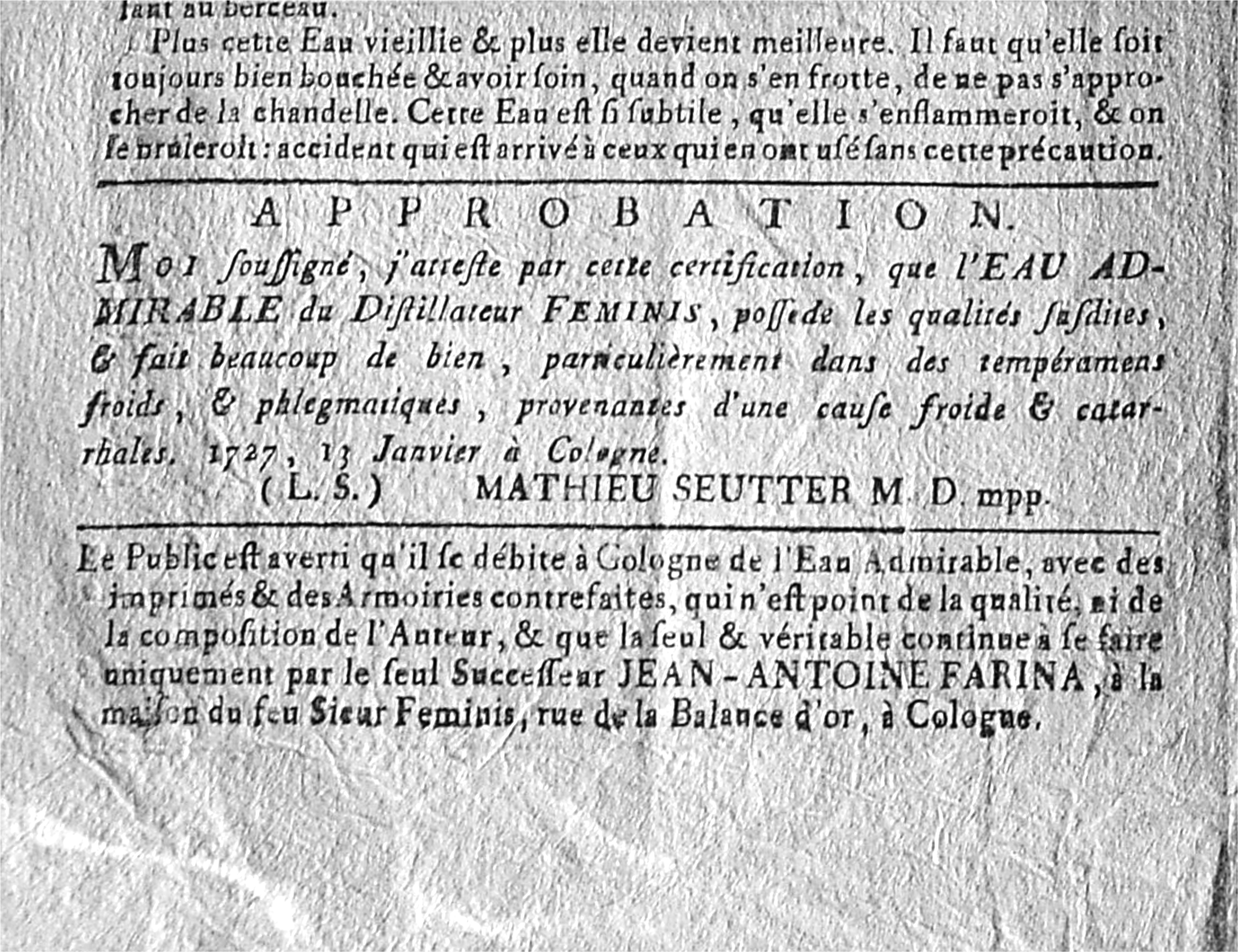
Le 13 janvier 1727, la Faculté de Pharmacie de Cologne délivre une attestation à J-P Feminis qui permet de commercialiser son l'Eau de Cologne

Les recherches des juristes et des pharmaciens attribuent la mise au point de l'Eau Admirable ou Eau de Cologne à Paolo Feminis qui en aurait légué la formule à un de ses neveux Giovanni Maria Farina (1685-1766), natif de Santa Maria Maggiore (Ne pas confondre avec le Giovanni Maria Farina de Maastricht (1657-1732) à qui la paternité de l'eau de Cologne a été attribuée). Eau Admirable est un terme générique, Acqua mirabile-Acqua di Colonia sont utilisés à l'origine. L'eau de Cologne est brevetée par Feminis en 1704 et reçoit le 13 janvier 1727 le certificat de la Faculté de Médecine de Cologne.
Le terme eau de Cologne (en français) apparait en 1719 dans une liste allemande de drogues, en 1725 Isaac Pitman en donne en anglais la composition (bigarade, citron, bergamote, romarin), en 1733, Le Mercure de France cite l'eau de Cologne comme remède au mal de tête. 

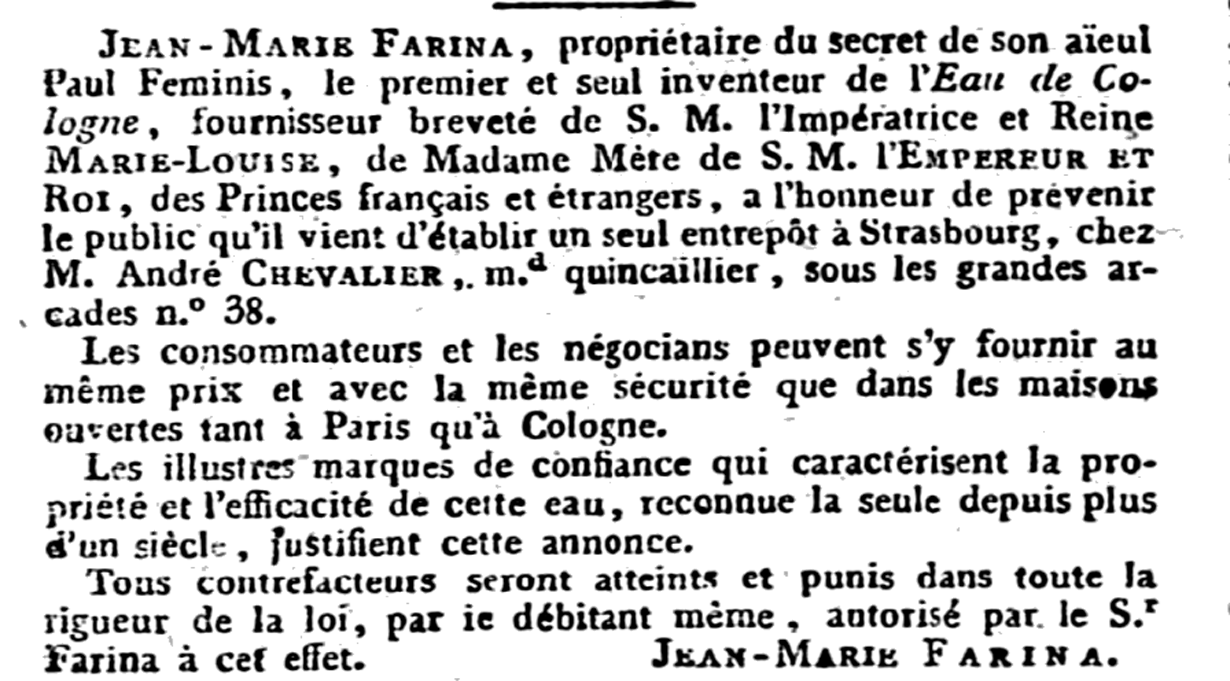
Jean-Marie Farina, propriétaire du secret de son aïeul Paul Feminis, le premier et seul inventeur de l'Eau de Cologne (1811)

La Grande encyclopédie Drefus, Berthelot (1886) évoque une hypothétique origine orientale: «La tradition veut que ce Feminis ait tenu sa précieuse recette d'un moine d'Orient de passage à Domo d'Ossola», d'autres sources mentionnent un officier anglais de retour des Indes. L'hypothèse selon laquelle l’Aqua mirabilis est une ancienne (XIVe siècle) préparation mise au point par une nonne du couvent Santa Maria Novella, à Florence est mentionnée par Paul Vandenabeele (2009) à ceci près que l'huile essentielle de bergamote n'est pas mentionnée avant le début XVIIIe siècle. 

### Les Farina

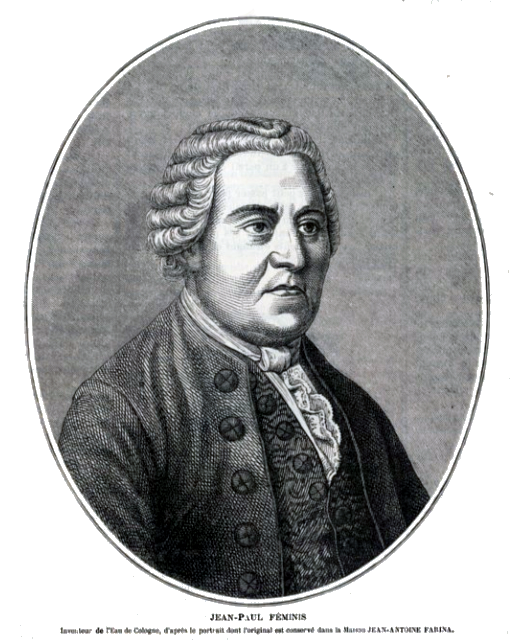
Portrait de J-P Feminis que détenaient les Farina (Le Panthéon de l'industrie - 1879)

Des marchands les plus divers revendiquent vendre la véritable eau de Cologne, qu'on attribuait aux frères Rossi (1761), «rien  qu'à  Cologne, on compte une  quarantaine de maisons qui usurpent ce nom et en ont fait leur raison sociale».  Jean-Marie Farina se défendra inlassablement être seul propriétaire du secret de Jean-Paul Feminis, et ira en justice attaquer un brevet du Roi de France (1829) et - avec succès - des copies jusqu'à l'étiquette de son eau de Cologne, avec « sa marque distinctive qui représentait, appliquée sur ses boites, d'un côté, trois écussons, et de l'autre, le portrait de Paul Feminis ». L'enseigne Paul Feminis sera exploitée longtemps à Paris, le secret de Paul Feminis est encore évoqué en 1862 par les Farina. 
Dans un reportage sur les parfums à l'exposition de Londres (1862) A. Dupuis observe: «L’Allemagne compte en première ligne une douzaine de Jean-Marie Farina, tous de Cologne, et tous issus de Jean-Paul Féminis, qui se trouverait sans doute non moins heureux qu’étonné s’il revenait au monde, de se voir une si belle et si nombreuse postérité.».

### Aqua mirabilis
Le terme est d'un usage ancien; il désigne toutes sortes de préparations pharmaceutiques dont les indications médicales sont nombreuses. Feminis fait suivre ce nom de Cologne, ville qui avait la réputation de détenir le secret de la composition. 

Jean Liebault (1573) consacre un article à Eau admirable, qui est dite mère du Baulme, de laquelle les propriétés sont admirables et l'effet merveilleux és fistules. Le Miroir de la beauté et santé corporelle (1643) fait référence à l'aqua mirabilis, remède de Nicolas Spagyrics (Paracelse). Du vivant de Feminis le terme est fréquent, en 1691 Thomas Brunet prétend en avoir en partie inventé sa formule, en 1716  Le Breton donne une Eau admirable pour empêcher la gangrène contre l'hémorragie... Kenelm Digby en 1700 donne une Eau admirable, très facile à faire pour embellir le visage, les formulaires anglais donnent des compositions d'aqua mirabilis souvent à base de cardamome, gingembre et muscade 1705, 1725. Noël Chomel y fait entrer le romarin en 1732 et en 1775, William Lewis, infuse l'écorce de citron dans son eau admirable. D'après Élisabeth de Feydeau (2019) Jean-Marie Farina serait le premier à utiliser la bergamote (en 1709).

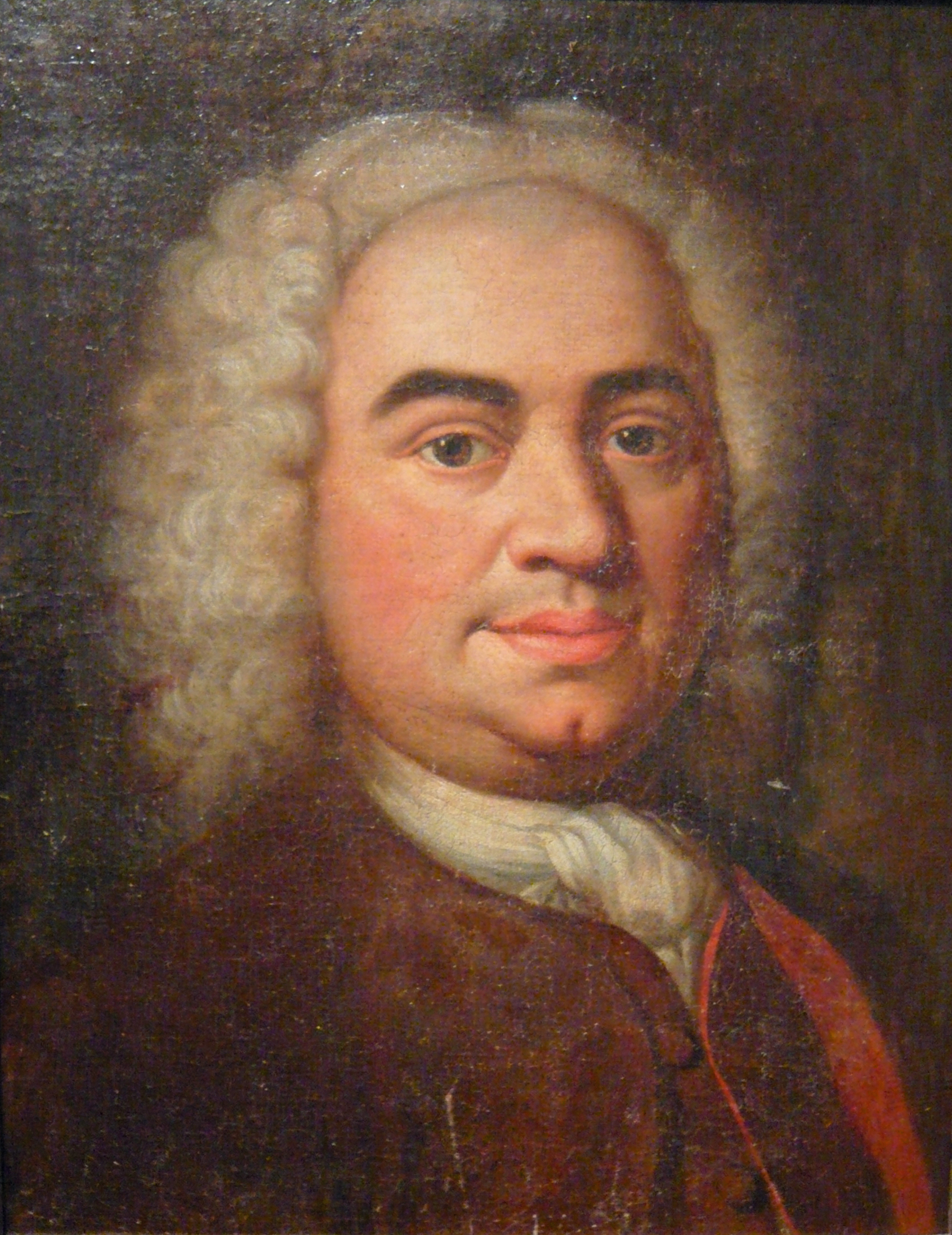
portrait de G. P. Feminis - inédit non sourcé

Il faut attendre 1751 pour que la Gazette de Médecine annonce la disponibilité de l'Eau admirable de Cologne en vente chez «Frederic Avieny, de Nation Allemande, qui a le secret de la composition de cette Eau, [qui] a établi un magasin rue Montorgueil, en face de la rue Tireboudin,[ ] beaucoup de médecins préfèrent l'Eau de Cologne à l'Eau des Carmes. Elle s'emploie dans les mêmes occasions».  
Elle est classée dans la catégorie médecine-cosmétique. Gisèle d'Assailly (Nouveauté, avril 1939) écrit  « Après la création de l'eau d'ange, faite de styrax de benjoin et de cannelle, un jeune Italien du nom de Jean-Paul Féminis créa l'eau admirable [ ] un remède en quelque sorte universel [ ]  On la buvait donc, cette eau universelle, dans du vin, du bouillon et autres liquides». 

#### Vertus thérapeutiques de l'Eau de Cologne
Le succès de l'eau de Feminis tient à sa renommée à ses propriétés merveilleuses: cet extrait d'un avis publié en 1761 donne une idée du vaste domaine thérapeutique: «très bon Remède contre l'Apoplexie, la Paralysie, les Obstructions, la Colique, les Tumeurs, les Brûlures, les maux de Dents, la Pierre, les douleurs de la Goutte, les maladies de la peau etc. C'est aussi un Préservatif contre toutes fortes de poisons et surtout contre le mauvais air. Elle dissipe les tintements d'oreilles, fortifie la vue, soulage la migraine, guérit les palpitations du cœur etc. On la trouve à Paris, chez le sieur Broüet, Epicier-Droguiste, rue Dauphine». 